# Dworzec Tramwajowy Centrum
Dworzec Tramwajowy Centrum, Przystanek Piotrkowska Centrum, znany powszechnie jako Stajnia Jednorożców – dworzec tramwajowy, zlokalizowany w śródmiejskiej części Łodzi, łączący dwie główne osie komunikacyjne łódzkich tramwajów: Trasę W-Z oraz Łódzki Tramwaj Regionalny. Wraz z umiejscowionym obok Pomnikiem Jednorożca stanowi charakterystyczny punkt na mapie turystycznej miasta. 
Obiekt składa się z czterech peronów przystankowych, po dwa dla każdej z osi komunikacyjnych, pokrytych w całości trzynastometrową strzelistą wiatą z umiejscowionym nań zadaszeniem w postaci największej na świecie kolorowej membrany ETFE, dzięki której budowla zawdzięcza swoją potoczną nazwę.  

## Charakterystyka obiektu

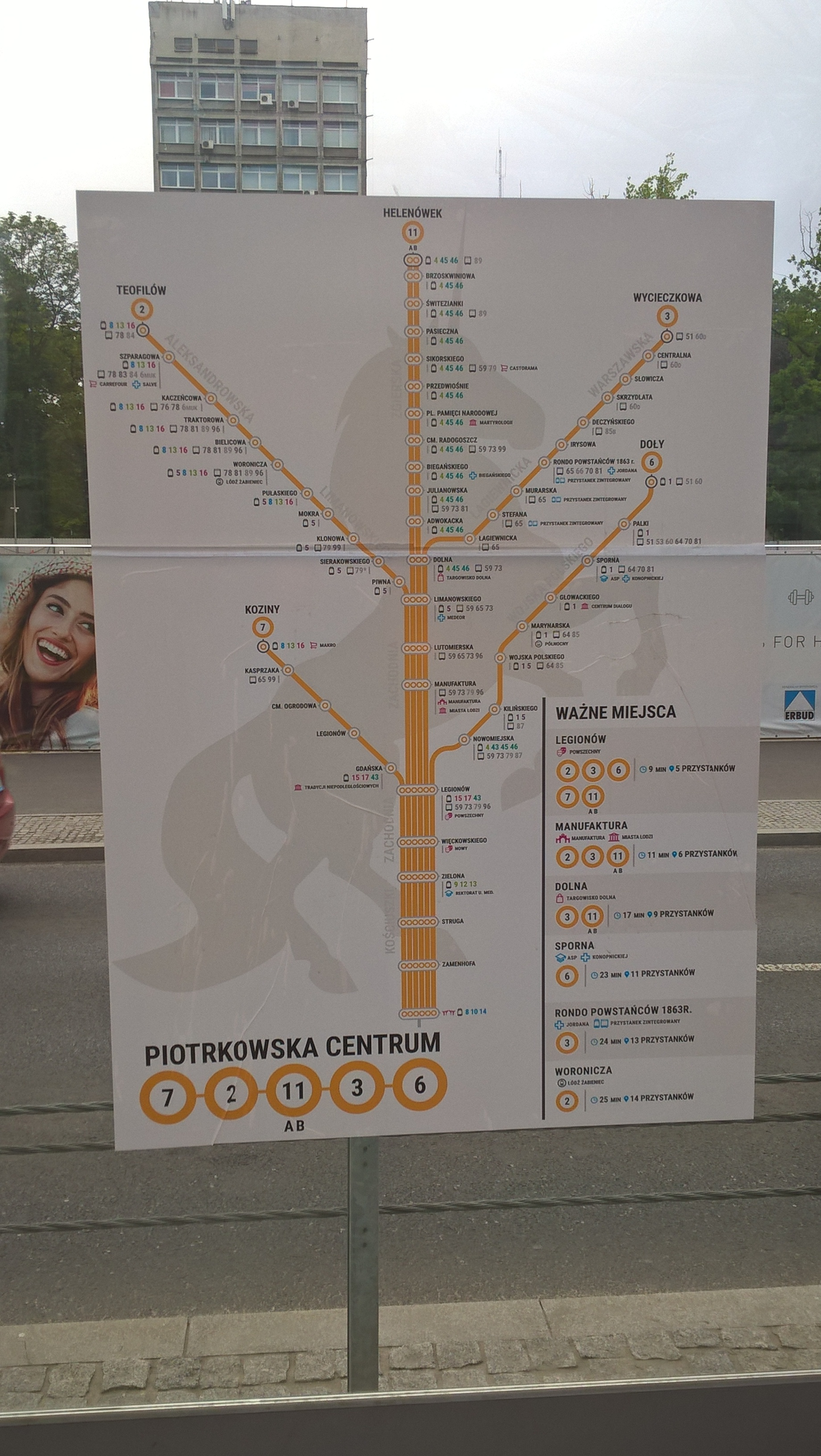
Informacja pasażerska z jednorożcem w tle, umieszczona wewnątrz Stajni (czerwiec 2017).

### Lokalizacja
Obiekt jest zlokalizowany na samym początku Alei Adama Mickiewicza, pomiędzy Aleją Tadeusza Kościuszki a ulicą Piotrkowską, bezpośrednio nad tunelem samochodowym Trasy W-Z, posiadając wejścia dla pasażerów od wschodniej i zachodniej strony na poziomie gruntu.

### Funkcjonalność
Dworzec jest wyposażony w udogodnienia dla pasażerów takie jak np. biletomaty, meble miejskie, czy elektroniczna informacja pasażerska, będąc także w pełni przystosowanym do obsługi osób z niepełnosprawnościami, poprzez zastosowanie łagodnych najazdów, nawierzchni dla niewidomych, czy informacji głosowej, uruchamianej na życzenie.  
Obiekt może służyć także jako awaryjna krańcówka tramwajowa, z infrastrukturą ulicznej pętli, zlokalizowanej w pobliskim kwartale ulicznym. Obiekt jest także przystosowany do obsługi linii autobusowych, lecz nie zostało to nigdy wykorzystane przez MPK-Łódź. 

### Specyfikacja
Autorem projektu jest architekt Jan Gałecki, który podczas tworzenia zainspirował się m.in.architekturą secesji, będącej historycznym elementem krajobrazu miasta. 
Wiata, będąca zadaszeniem czterech peronów dworca, charakteryzuje się strzelistymi, białymi filarami. Wymiary konstrukcji zadaszenia to 100 metrów długości, 33 m szerokości i 13 m wysokości, a koszt budowy dworca wynosił ok. 1 miliona euro. 
Dach imituje technikę witrażu za pomocą przezroczystej membrany EFTE w kolorach: niebieskim, żółtym, fioletowym i czerwonym, związanych z kolorami logo Łodzi. Boczne ściany wykonane są z plastiku i membrany przezroczystej. Ze względów bezpieczeństwa zrezygnowano z wykorzystania szkła. Zanim, wyprodukowane w Japonii, tworzywo o łącznej powierzchni 3000 metrów kwadratowych dotarło do Łodzi, zostało zabarwione we Włoszech – jest to największy na świecie dach budynku wykonany w tej technologii. 
Cała wiata, chroniąca przed wiatrem i opadami atmosferycznymi, znajduje się na poziomie 0, tj. nad podziemnym tunelem drogowym trasy W-Z wybudowanym w latach 2013-15, w ramach projektu unijnego "Modernizacja i przebudowa trasy W-Z". 

## Transport
Po zlikwidowaniu w 2015 roku przejść podziemnych na skrzyżowaniu Piotrkowska/Mickiewicza, obok Centralu, i przeniesieniu głównego ruchu kołowego pod ziemię, zdecydowano się na zmianę trasy ŁTR i skierowanie jej na fragment Alei Mickiewicza, na długość jednego kwartału ulic, a następnie na ulicę Piotrkowską. Tam, poprzez zrekonstruowanie starej trasy tramwajowej pomiędzy ulicą Żwirki i aleją Mickiewicza, przeniesiono cały główny ruch tramwajowy północ-południe, uzyskując sprawne połączenie linii z głównych arterii miasta i szybkie przesiadanie się podróżnych. Powstał też zarazem ring uliczny, służący wraz z dworcem jako awaryjna krańcówka. 
Na dworcu zatrzymują się pojazdy następujących linii tramwajowych
| Linia | Kierunek (w przypadku kursów na północ lub zachód) | Kierunek (w przypadku kursów na południe lub wschód) | Trasa |
| ----- | -------------------------------------------------- | ---------------------------------------------------- | ----- |
| 2     | Kochanówka                                         | Dworzec Łódź Dąbrowa                                 | ŁTR   |
| 3     | Rondo Powstańców 1863 r.                           | Chojny Kurczaki                                      | ŁTR   |
| 6     | Doły                                               | Chojny Kurczaki                                      | ŁTR   |
| 8     | Teofilów                                           | Cmentarz Zarzew                                      | W-Z   |
| 10A   | Retkinia                                           | Widzew Augustów                                      | W-Z   |
| 10B   | Retkinia                                           | Olechów                                              | W-Z   |
| 11    | Helenówek                                          | Chocianowice Ikea                                    | ŁTR   |
| 12    | Stoki                                              | Retkinia                                             | W-Z   |
| 14    | Karolew                                            | Dworzec Łódź Dąbrowa                                 | W-Z   |
| 18    | Retkinia                                           | Telefoniczna - Zajezdnia                             | W-Z   |
| 19    | Helenówek                                          | Chojny Kurczaki                                      | ŁTR   |

## Nazwa
Obiekt, z racji jego nietuzinkowości, był od samego początku nazywany na różne sposoby. Pierwotna nazwa obiektu, Dworzec Tramwajowy Centrum, pojawiła się w 2006 roku, wraz z propozycją jego budowy, zaprezentowaną przez pozarządową organizację o nazwie Łódzka Inicjatywa na Rzecz Przyjaznego Transportu. Realizacja planów rozpoczęła się w 2015 roku, wraz z przebudową całej Trasy W-Z.
Wraz z pojawieniem się wizualizacji i postępem prac budowlanych, przystanek został okrzyknięty mianem Stajni Jednorożców, które z czasem stało się jego najpopularniejszym określeniem. Używane jest ono zarówno przez mieszkańców i turystów, jak i przez władze miasta, Łódzką Organizację Turystyczną, TVP Łódź i MPK-Łódź, gdzie na mapach komunikacyjnych Stajnia symbolizowana jest symbolem jednorożca, przy jednoczesnym zastosowaniu oficjalnej nazwy przystanku, brzmiącej Piotrkowska Centrum.
W plebiscycie, zorganizowanym w 2015 roku przez Express Ilustrowany, zwyciężyła nazwa Przesiadkowo, zaproponowana przez Elżbietę Pankiewicz. Nazwa ta również jest używana w mowie potocznej przez mieszkańców.